# Sigamony Stephen Richard Bennet
Sigamony Stephen Richard Bennet (1940 - 2009) fue un botánico inglés, que trabajó extensamente en la India.
Gran parte de sus especímenes de herbario se encuentran resguardados en el Real Jardín botánico de Edimburgo. Perteneció a la "Indian Association for Angiosperm Taxonomy".

## Algunas publicaciones

### Libros
- 2006. Name Changes in Flowering Plant of India and Adjacent regions. 772 pp.

- 2001. Flora of Hawrah District. 405 pp.

- Bennet, SSR; K Subramaninan, A J Kurian (eds.) 2000. Genetic improvement and propagation of forest trees. Ed. Indian Forest Service. 167 pp.

- Naithani, HB; KC Sahni, SSR Bennet. 1997. Forest Flora Of Goa. iv + 666 pp. ISBN 81-7089-242-2

- Bennet, Sigamony Stephen Richard, Phool Chand Gupta, R. Vijendra Rao. 1992. Venerated plants. 425 pp.

- Bennet, SSR; S Biswas, V Chandra, PJ Singh, S Chandra, R Dayal. 1991. Food From Forests. Ed. Indian Council of Forestry, Dehradun. 590 pp.

- Bennet; RC Gaur (ils. PN Sharma). 1990. Thirty seven bamboos growing in India. Ed. Dehra Dun, India : Forest Research Institute. 100 pp.

- 1987. Name changes in flowering plants of India and adjacent regions. Ed. Dehra Dun, India : Triseas Publishers. 772 pp.

- 1979. An Introduction to Plant Nomenclature. Ed. International Book Distributors. xiii + 76 pp. ISBN 81-7089-331-3

- 1979. Flora of Howrah District. Ed. International Book Dsit. Dehradun. viii + 406 pp.
- La abreviatura «Bennet» se emplea para indicar a Sigamony Stephen Richard Bennet como autoridad en la descripción y clasificación científica de los vegetales.[4]